# Alicia Masters
Alicia Reiss Masters è un personaggio dei fumetti Marvel Comics creato da Stan Lee e Jack Kirby nel 1962. È apparsa per la prima volta in Fantastic Four n. 8 del novembre 1962.
Alicia è una scultrice cieca in possesso di una straordinaria memoria tattile che le permette di creare ritratti fedeli dopo aver toccato il viso dei soggetti che vuole scolpire; le sue sculture dei Fantastici Quattro e di altri supereroi sono molto apprezzate. Personaggio comprimario dolce e sensibile, è stata la fidanzata storica della Cosa, un membro dei Fantastici Quattro. 

## Biografia del personaggio
Alicia compare per la prima volta in Fantastic Four n. 8, insieme al patrigno, il supercriminale conosciuto come il "Burattinaio". La ragazza inizialmente aiuta il patrigno nel suo piano ai danni dei Fantastici Quattro, sebbene percepisca fin dall'inizio l'animo gentile e sensibile della Cosa celato dietro il suo aspetto mostruoso. Alicia si ribella al patrigno quando capisce che l'uomo è pazzo ed assetato di potere, ed accidentalmente ne causa la morte apparente facendolo precipitare dalla finestra. In una storia successivamente pubblicata viene spiegato che il Burattinaio era stato il responsabile della cecità della ragazza, che aveva causato con un'esplosione radioattiva durante la lotta con un suo rivale.
Alicia Masters fu un personaggio ricorrente nei primi numeri de I Fantastici Quattro in quanto "fidanzata" della Cosa, servendo come espediente narrativo per motivare la resistenza da parte di Ben a tornare umano, poiché temeva che la ragazza non lo avrebbe più amato senza il suo aspetto mostruoso. Inoltre, la fragile e debole Alicia svolgeva spesso la funzione di classica "damigella in pericolo" che gli eroi erano chiamati a salvare dalle grinfie del supercattivo di turno.
Il personaggio svolse un ruolo cruciale in una delle storie più celebri del quartetto, la cosiddetta "trilogia di Galactus", apparsa nei numeri 48–50 di Fantastic Four (marzo–maggio 1966). Nella storia, Silver Surfer giunge sulla Terra in qualità di araldo del potentissimo Galactus, e precipita da una finestra nell'appartamento di Alicia durante uno scontro con i Fantastici Quattro. L'appassionato discorso in difesa della vita della ragazza convince il Surfer a tradire il proprio padrone e difendere il pianeta Terra dalla distruzione.
Quando La Cosa sceglie di rimanere su un pianeta alieno che gli consente di tornare umano a suo piacimento, Alicia si innamora della Torcia Umana, altro membro dei Fantastici Quattro. La Cosa torna di malavoglia sulla Terra per assistere al loro matrimonio. In Fantastic Four n. 300, Johnny Storm ed Alicia si sposano, ma il matrimonio viene quasi impedito dal Pensatore Pazzo, da Wizard, e dal patrigno di Alicia, il Burattinaio. Questi tre supercattivi pianificano di impedire la cerimonia, ma all'ultimo momento il Burattinaio li ferma, con l'aiuto (riluttante) di Dragon Man.
Quando i rapporti con Ben e Johnny si complicano a causa del matrimonio di Johnny con Lyja, Alicia instaura una relazione sentimentale con Silver Surfer ed alla fine lascia la Terra insieme a lui, viaggiando al suo fianco nello spazio profondo protetta da una speciale armatura.
Frequentemente Alicia svolse la funzione di babysitter per Franklin Richards, il figlio di Mister Fantastic e della Donna invisibile. Durante il periodo di un anno nel quale i Fantastici Quattro sembrano scomparsi, Alicia si prende cura del bambino.
In una storyline del 2007 ambientata dopo l'apparente assassinio di Captain America, Alicia disegna il suo memoriale.
A seguito degli eventi narrati in Secret Invasion del 2008, Alicia entra a far parte di un gruppo di supporto in favore delle persone sostituite dagli Skrull.
Quando i Fantastici Quattro si sciolgono dopo i fatti di Secret Wars, Peter Parker acquista il Baxter Building per preservarlo fino a quando il gruppo non sarà pronto per tornare insieme, inclusa una statua dei FQ nella hall d'ingresso opera di Alicia.

## Altre versioni
Nel futuro alternativo della miniserie Earth X del 1999, Alicia è sposata con Ben Grimm. La coppia ha due figli, Buzz & Chuck, entrambi dotati della pelle di roccia arancione del padre. Come gran parte della razza umana, Alicia ha acquisito dei poteri a causa del rilascio di un agente mutante.
Nella storia House of M del 2005, Alicia fa parte della resistenza umana, in lotta con la classe dominante dei mutanti. Essendo una scultrice, J. Jonah Jameson le commissiona una statua che lo raffiguri per la sua dimora.
Nella miniserie Fantastic Four: The End del 2007, che illustra un possibile futuro per i Fantastici Quattro, Alicia è sposata con Ben Grimm, i due hanno tre figli e vivono su Marte, dove lei realizza sculture.
La versione di Alicia dell'universo Ultimate Marvel viene introdotta nel numero 29 di Ultimate Fantastic Four, dove è una studentessa d'arte in un college. Incontra un depresso Ben nel parco; il suo semplice gesto di amicizia verso l'uomo, la pone in mortale pericolo per mano del Dottor Destino.

## Altri media

### Cinema
- Nell'inedito film del 1994 The Fantastic Four di Roger Corman, Alicia Masters è interpretata dall'attrice Kat Green.
- Alicia appare nel film del 2005 I Fantastici 4, dove è interpretata da Kerry Washington.[17]
- Alicia appare nel film del 2007 I Fantastici 4 e Silver Surfer, sempre interpretata da Kerry Washington.

### Televisione
- Alicia debuttò in televisione nella serie animata L'incredibile Hulk nel 1982. Il personaggio apparve nella puntata Caccia a Bruce Banner.
- Alicia Masters fu un personaggio ricorrente della serie animata I Fantastici Quattro del 1994-1996, doppiata da Pauline Arthur Lomas.
- In I Fantastici 4 - I più grandi eroi del mondo, Alicia è rappresentata come una donna afroamericana. Il personaggio è doppiato da Sunita Prasad.
- Alicia Masters appare in Super Hero Squad Show nell'episodio Blind Rage Knows No Color, doppiata da Tara Strong.

### Videogiochi
Il personaggio appare nel videogioco basato sul film I Fantastici 4 del 2005, doppiato da Cree Summer. Nella storia, La Cosa e Mr. Fantastic devono salvarla dall'Uomo Talpa. In un livello del gioco, il patrigno di Alicia, il Burattinaio, fa tornare in vita dei reperti egizi e preistorici di un museo per attaccare i Fantastici Quattro, in quanto crede che il rapporto della ragazza con La Cosa sia pericoloso per Alicia.